# Co Prins
Jacobus Theodorus Wilhelmus „Co” Prins (ur. 5 czerwca 1938 w Amsterdamie, zm. 26 września 1987 w Antwerpii) – holenderski piłkarz, grający na pozycji napastnika.

## Kariera piłkarska

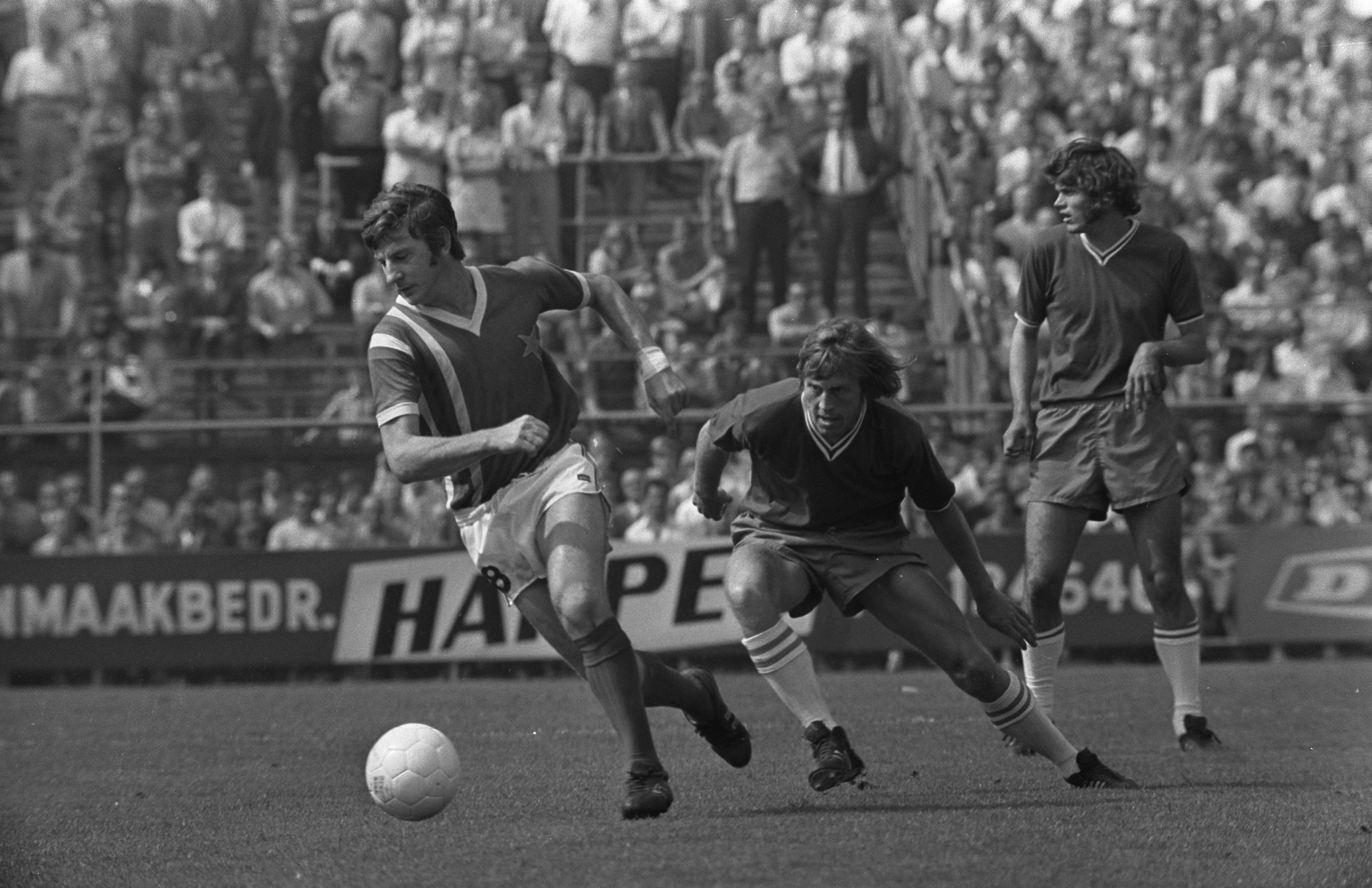
Co Prins (z lewej) i Nico Rijnders podczas wyjazdowego meczu z Ajaxem w 1970

Co Prins karierę piłkarską rozpoczął w Ajaxie Amsterdam, gdzie w pierwszym okresie gry zdobył tytuł mistrza Holandii w sezonie 1959/1960 roku oraz Puchar Holandii w 1961 roku. Następnie przeniósł się do niemieckiego 1. FC Kaiserslautern, będąc jednym z niewielu zagranicznych zawodowych piłkarzy grających w Bundeslidze. W 1965 roku wrócił do Ajaxu Amsterdam, gdzie podczas drugiego okresu gry zdobył dwukrotnie mistrzostwo Holandii (1966, 1967) oraz Puchar Holandii w 1967 roku. Z Ajaxu Amsterdam ostatecznie odszedł w 1967 roku, gdzie rozegrał 184 mecze ligowe i strzelił 60 bramek.
W 1967 roku wyjechał do Stanów Zjednoczonych w celu kontynuowania kariery piłkarskiej najpierw w latach 1967–1968 w Pittsburgh Phantoms (w 1967 roku był grającym trenerem zespołu), potem w latach 1968–1969 w New York Generals.
W 1969 roku wrócił do Holandii, by grać w MVV Maastricht i Vitesse, potem w Helmond Sport, gdzie w 1974 roku w wieku 36 lat zakończył karierę piłkarską.

## Kariera reprezentacyjna
Co Prins w reprezentacji Holandii zadebiutował dnia 30 października 1960 w przegranym 0:4 meczu towarzyskim z Czechosłowacją rozgrywanym w Pradze.
Najlepszy mecz w reprezentacji rozegrał dnia 5 września 1962 roku w Amsterdamie w wygranym 8:0 meczu towarzyskim z Antylami Holenderskimi, w którym strzelił 2 bramki. Ostatni mecz w kadrze Co Prins rozegrał 17 października 1965 roku w Amsterdamie w bezbramkowo zremisowanym meczu ze Szwajcarią w
eliminacjach do Mundialu 1966.
Co Prins w sumie w reprezentacji Holandii rozegrał 10 meczów i strzelił 3 gole.

### Mecze i gole w reprezentacji
| Lp. | Data                 | Miejsce   | Gospodarz      | Gość                | Gol | Wynik | Czas gry | Mecz                        | Klub                 |
| --- | -------------------- | --------- | -------------- | ------------------- | --- | ----- | -------- | --------------------------- | -------------------- |
| 1.  | 30 października 1960 | Praga     | Czechosłowacja | Holandia            |     | 4:0   | 90'      | Towarzyski                  | AFC Ajax             |
| 2.  | 1 kwietnia 1962      | Antwerpia | Belgia         | Holandia            |     | 3:1   | 90'      | Towarzyski                  | AFC Ajax             |
| 3.  | 9 maja 1962          | Rotterdam | Holandia       | Irlandia Północna   |     | 4:0   | 90'      | Towarzyski                  | AFC Ajax             |
| 4.  | 16 maja 1962         | Oslo      | Norwegia       | Holandia            |     | 2:1   | 90'      | Towarzyski                  | AFC Ajax             |
| 5.  | 5 września 1962      | Amsterdam | Holandia       | Antyle Holenderskie | ,   | 8:0   | 90'      | Towarzyski                  | AFC Ajax             |
| 6.  | 26 września 1962     | Kopenhaga | Dania          | Holandia            | Gol | 4:1   | 90'      | Towarzyski                  | AFC Ajax             |
| 7.  | 14 października 1962 | Antwerpia | Belgia         | Holandia            |     | 2:0   | 90'      | Towarzyski                  | AFC Ajax             |
| 8.  | 11 listopada 1962    | Amsterdam | Holandia       | Szwajcaria          |     | 3:1   | 90'      | Eliminacje do Euro 1964     | AFC Ajax             |
| 9.  | 7 kwietnia 1965      | Rotterdam | Holandia       | Irlandia Północna   |     | 0:0   | 90'      | Eliminacje do Mundialu 1966 | 1. FC Kaiserslautern |
| 10. | 17 października 1965 | Amsterdam | Holandia       | Szwajcaria          |     | 0:0   | 90'      | Eliminacje do Mundialu 1966 | AFC Ajax             |

## Sukcesy
- Mistrz Holandii: 1960, 1966, 1967
- Puchar Holandii: 1961, 1967

## Po zakończeniu kariery
Co Prins w 1981 roku wraz z Sylvestrem Stallonem oraz innymi gwiazdami futbolu m.in. Pele, Kazimierzem Deyną wystąpił w amerykańskiej produkcji – Ucieczka do zwycięstwa, gdzie wcielił się w postać alianckiego więźnia Pietera Van Becka.
Zmarł na atak serca podczas meczu weteranów piłkarskich dnia 26 września 1987 roku w Antwerpii w wieku 49 lat.